# 신맬서스주의
신맬서스주의(Neo-Malthusianism)는 19세기 말에 프랑스에서 대두된 경제 이데올로기이다.
폴 로뱅을 비롯한 무정부주의 사상가들에 의해 구상되어 옥타브 미르보에 의해 대중화된 신맬서스주의는 한정된 자원에 비추어 인구억제의 필요성을 주장한다라는 점에서 기본적으로 토머스 맬서스의 논리를 계승한다. 그러나 맬서스가 악덕으로 보았던 피임법을 중요한 정책수단으로 채택하며, 맬서스의 논의가 식량의 한계에 기초하여 전개되었던데 비해 식량을 포함한 자원 일반의 한계를 주장한다는 점에서 차이를 보인다.